# Sarcocaulon spinosum
Sarcocaulon spinosum là một loài thực vật có hoa trong họ Mỏ hạc. Loài này được (Burm. f.) Kuntze miêu tả khoa học đầu tiên năm 1898.